# Gilles-André de La Roque
Gilles-André de La Roque, chevalier, seigneur de la Lontière, est né à Cormelles-le-Royal en 1598 et mort en 1686.
Savant généalogiste normand, La Roque était historiographe du roi, chevalier de l’Ordre de Saint-Michel, et l'un des plus célèbres héraldistes de son temps. 

## Publications
- Traité du ban et arrière-ban. De son origine, et de ses convocations anciennes et nouvelles. Paris. Le Petit. 1676. Édition originale de cet ouvrage qui fut par la suite intégré au recueil intitulé Traité de la Noblesse contenant également le Traité du blason et le Traité de l’origine des noms et surnoms. L’auteur étudie les origines d’une coutume, ancêtre du service militaire. On découvre notamment que seuls les nobles, propriétaires de fiefs relevant directement du Souverain, étaient sollicités pour défendre les biens de ce dernier.
- Traité de la noblesse et de toutes ses différentes espèces Nouvelle édition augmentée des traités du blason des armoiries de France : de l'origine des noms surnoms : et du ban et arrière-ban. Rouen Pierre Le Boucher et Jore père et fils 1734
- Traité singulier du blason, contenant les règles des armoiries, des armes de France et de leur blason, ce qu'elles représentent, et le sentiment des auteurs qui en ont écrit, Paris, Mabre-Cramoisy, 1673, 202 p.
- Histoire généalogique de la maison de Harcourt. 1662. Tome I, Tome II, Tome III, Tome IV